# Ejército de los Hombres de la Orden de Naqshbandiyya
El Ejército de los Hombres de la Orden de Naqshbandiyya (en árabe: جيش رجال الطريقة النقشبندية Jaysh Rijāl aṭ-Ṭarīqa an-Naqshabandiya‎; EHON), también llamado el Ejército Naqshbandiyya, es una organización de resistencia parte de una serie de grupos baazistas insurgentes islamistas en Irak. Los medios se refieren con frecuencia al grupo por las siglas JRTN, lo que representa una romanización de su nombre árabe. Comando Supremo para la Yihad y la Liberación, técnicamente el nombre de la organización que agrupa y pertenece la JRTN, también se utiliza a menudo para referirse al JRTN específicamente.
Es aparentemente una organización militante musulmán sufí llamada así por el orden sufí Naqshbandiyya, y la ideología de la JRTN ha sido descrita como "una mezcla de ideas nacionalistas islámicas y pan-árabes", y Izzat Ibrahim al-Douri se describe como "el jeque oculto de los Hombres de Naqshbandiyya".

## Historia
Los detalles precisos sobre el surgimiento del JRTN no están claros, aunque generalmente se asume que el grupo se fundó en el verano de 2003 y está formado por exmiembros del ejército de Saddam Hussein, incluyendo exmiembros de la Guardia Republicana, exfuncionarios del Partido Baaz y exagentes de seguridad e inteligencia militar (con vínculos con al-Douri), quienes buscan combatir y expulsar a las fuerzas de la Coalición de Irak, así como restaurar el antiguo orden bajo la ideología baazista.
Aunque el JRTN sólo surgiría como un grupo en el año 2006, los miembros del JRTN habían participado en acciones anteriores contra la coalición en la guerra, como el ataque al Hotel Al-Rashid de 2003, y en la primera batalla de Faluya de 2004, donde varios clérigos del naqshbandiyya asociados con el JRTN estaban entre las víctimas.
El JRTN surgió originalmente como un grupo en diciembre de 2006, a raíz de la ejecución de Saddam Hussein. El enfoque del grupo originalmente se centró en la protección de los naqshbandiyyas en Irak de la opresión que les ejercían los grupos radicales islámicos sunitas insurgentes, particularmente el al Qaeda en Irak, cuyas tácticas, especialmente las dirigidas a los iraquíes y sunitas, se opusieron a la ideología sufí del JRTN.
Entre su fundación en 2006 y la retirada estadounidense de Irak en 2011, JRTN planificó, financió y facilitó ataques militantes contra las fuerzas estadounidenses y bases militares. El último ataque de JRTN contra las fuerzas estadounidenses ocurrió el 3 de noviembre de 2011, cuando el primer teniente Dustin D. Vincent fue abatido por disparos de francotiradores de JRTN en la Gobernación de Kirkuk. Su muerte, una de las últimas bajas estadounidenses en la guerra de Irak, fue grabada en video por el Ejército Naqshbandi y publicada en línea.
El 25 de abril de 2013, los insurgentes del Ejército Naqshbandiyya capturaron por completo la ciudad de Sulaiman Bek, unos 170 km al norte de Bagdad, luego de fuertes enfrentamientos con las fuerzas de seguridad, sólo para ceder el control de la misma al día siguiente, mientras escapaban con armas y vehículos.
Tras los enfrentamientos en Hawija, las unidades del JRTN en Ninewa comenzaron a movilizarse, emergiendo como una fuerza que podría desempeñar un papel en un nuevo levantamiento sunita. Inmediatamente después de Hawija, las unidades del JRTN fueron capaces de tomar el control temporal de una vecindad en el barrio 17 de julio en el oeste de Mosul.
El 18 de enero de 2014, Reuters informó que después de que Estado Islámico y sus aliados tribales invadieron Faluya y partes de la cercana ciudad de Ramadi el 1 de enero, el Ejército de los Hombres de la Orden de Naqshbandiyya fue uno de los grupos rebeldes también presente en la ciudad. El JRTN no ha clamado ningún ataque desde 2016, lo que llevó a algunos a creer que el grupo se disolvió en algún momento.

## Enfoque y métodos
El grupo opera en Kirkuk y otras partes del norte de Irak, y está vinculado al exasesor de Saddam Hussein, Izzat Ibrahim al-Douri, quien era un adherente de la orden Naqshbandiyya y se cree que es el mayor grupo militante que consiste de los exmiembros del partido Baaz. Fuera de Kirkuk, el grupo ha llevado a cabo operaciones en las gobernaciones de Bagdad, Ambar, Nínive, Diala y Saladino.
El Ejército de los Hombres de la Orden de Naqshbandiyya con frecuencia filman y distribuyen imágenes de sí mismos a través de sus sitios web mientras atacan los depósitos de los estadounidenses o emboscan a las fuerzas iraquíes y estadounidenses mediante ataques con morteros y misiles de fabricación casera, así como con el uso de ametralladoras ligeras y rifles de francotirador.
El grupo evita la confrontación directa con las fuerzas estadounidenses en Irak, confiando en cambio en las tácticas de guerrilla. El grupo se enfoca en una doble estrategia. La primera fase se centra en la defensa, donde los ataques son suaves mientras se centra en acumula su poder, a la vez que la formación y la cooperación con otros grupos para ampliar la oposición armada es realizada. Emires locales, cada uno responsable de 7 a 10 combatientes, se crearon en cada gobernación. Los emires eran a su vez dirigido por un emir al-Jihad; un gran jeque de Al-Naqshbandia. El grupo se dedica en secreto a la realización de estas operaciones.
A partir de 2009 se creía al-Douri lideraba el grupo desde Siria, aunque se cree que los líderes del grupo se movía entre Siria e Irak.

### Medios
El grupo también utiliza los medios de comunicación web y de impresión para ampliar su tamaño e influencia. El grupo subé videos que muestran ataques contra las fuerzas de la coalición, mientras que su revista pública artículos religiosos y seculares que describen el sufismo y la Yihad, mientras que intenta promover donaciones, su ideología y sus peticiones. Los ataques relacionados al JRTN son mostrados en televisión satelital por al-Ray, una empresa de radiodifusión que se cree que está basada en Siria, con conexiones con el nuevo partido baaz al-Douri.La programación del canal incluye videos, entrevistas con los yihadistas y comentarios, y trabaja para cruzar la división entre sunitas y chiitas para apelar a todas las organizaciones insurgentes con el tema común de la eliminación de las fuerzas de la coalición.

## Ideología
El JRTN fue originalmente compuesto principalmente por grupos que deseaban restaurar el antiguo orden bajo la ideología baazista. El JRTN se compone predominantemente de sunitas iraquíes que trataban de forzar a las tropas extranjeras de Irak. Es una organización sufí islámica con tendencias nacionalistas iraquíes y árabes. Está liderado por el exdiputado de Saddam, Izzat Ibrahim al-Douri, y contiene muchos elementos del antiguo régimen iraquí, y el baazismo y el nacionalismo iraquí se han convertido en partes importantes de su ideología. El JRTN a menudo enfatiza y apela a diferentes ideologías en diferentes circunstancias, apelando a ideales como el nacionalismo árabe tradicional, así como la unidad islámica con el fin de alcanzar sus objetivos.
Los enlaces tanto al sufismo y su abrazo a la violencia es objeto de controversia de varios seguidores sufíes, ya que creen que el sufismo se opone firmemente a la violencia del grupo. El sufismo había sido tolerado durante el gobierno baazista de Saddam Hussein debido a su naturaleza pacífica y relativamente apolítica. La tolerancia del Gobierno para el sufismo incluso dio lugar a su adopción por parte de varios miembros del partido Baaz por el presidente. Sin embargo, a pesar de sus raíces en el deseo de proteger a los sufíes, el grupo se ha declarado estar luchando para mantener la unidad de Irak, junto con su carácter árabe e islámico. Como tal, el grupo puede ser visto como uno nacionalista, en contraposición a los religiosos. El deseo principal del grupo es devolver el antiguo partido Baaz al poder, en parte debido a las muchas libertades que disfrutaban los naqashbandiyyas eran con el partido Baaz en el poder. Otros han acusado al grupo de simplemente adquirir el nombre Naqashbandiyya con el fin de aumentar su popularidad. Aunque el grupo reconoce que un retorno directo al control baazista es imposible, el grupo se centra en la infiltración de los ex baazistas en posiciones de poder para tratar de dominar a un gobierno nacionalista futuro.  Posteriormente, el grupo quiere retratarse, y el partido Baaz más ampliamente, como una alternativa tecnocrática a un gobierno islamista actualmente incompetente que es incapaz de ofrecer servicios. Mantener el caos en Irak es una parte clave de este plan, como el JRTN debe garantizar que el nivel de vida no mejore durante el actual gobierno, a fin de que el grupo se vea más atractivo.
El grupo es fuertemente anti-coalición, y apoya los ataques a las fuerzas de la coalición en Irak, en la creencia de que las fuerzas de la coalición, incluyendo individuos, equipos y suministros, son blancos legítimos en cualquier momento o lugar en Irak. Los iraquíes no son considerados objetivos válidos, a menos que apoyen a las fuerzas de la coalición. El grupo se opone a la lucha contra otros grupos insurgentes, y cooperará si están comprometidos con el mismo orden del día.
Gente como Ibrahim al-Sumadaie del Partido Constitucional Iraquí temen que el JRNT podría ser cada vez más atractivo para los sunitas agraviadas por un gobierno dominado por los chiíes o los que habían abandonado previamente la insurgencia y cambiaron de bando a las fuerzas de la coalición para luchar contra Al Qaeda, como los Consejos del Despertar, que ahora se sienten abandonados. Los funcionarios de seguridad sostienen que miles de insurgentes sunitas que están molestos por el fracaso de Maliki para absorberlos en los militares están siendo reclutados por el JRTN y plantearán una amenaza a la estabilidad. Esto es, a su vez ayudado por el hecho de que el JRTN sobrevivió con la popularidad de los grupos más fundamentalistas a pesar de la disminución de otros, como el Al-Qaeda en Irak, lo que les deja como uno de los últimos grandes grupos de la oposición. La plataforma del JRTN es atractiva para los sunitas, y debe menos a la atracción de una plataforma socialista nacionalista explícita baazista o árabes, tanto como lo es una atracción a la idea de la creación de un espacio donde los sunitas puede ser sunitas.
Según un oficial de inteligencia de Estados Unidos, los miembros del JRTN pueden ser figuras respetadas dentro del gobierno local, o figuras influyentes dentro de sus comunidades. Estas cifras no necesariamente actúan con violencia, lo que les permite mezclarce, lo que hace difícil obtener órdenes emitidas por el tribunal iraquí para arrestarlos. Las células del JRTN también se han caracterizado por ser similar a una organización familiar, ya que a menudo los miembros son parte de la misma familia, o estanr atado a la sub-tribu Sheikh Maqsud del Al-Douris, lo que significa que en su nivel más fundamental, es JRTN una empresa familiar Al-Douri. El grupo también se basa en lealtades tribales de los árabes sunitas de apoyo en la provincia de Kirkuk, donde se hallaban muchos árabes sunitas de Tikrit durante el mandato de Saddam Hussein.

### Política
El JRTN se opone firmemente a cualquier participación en el proceso político durante la ocupación de Irak, y en su lugar trabaja para derrocar al gobierno de Nuri al Maliki. El grupo cree que el gobierno dominado por los chiíes no es apto para gobernar sunitas, alegando que el gobierno es un títere de Irán y persigue a los sunitas. Douri afirmó en 2009 que JRTN pronto ganara poder e "invita a Obama a las negociaciones".

### Relación con el Partido Baaz

La antigua bandera de Irak es un símbolo clave para el grupo.

El JRTN está vinculado al "Nuevo Partido Baaz", dirigido por Izzat Ibrahim al-Douri, un adherente de la orden Naqshbandiyya. Muchos de los miembros, tanto del Nuevo Partido Baaz y del JRTN, son ex oficiales y soldados que sirvieron bajo Saddam Hussein. Los oficiales del ejército estadounidense sostienen que muchos miembros del JRTN son posiblemente ex oficiales militares iraquíes, debido en parte a que las declaraciones del JRTN están, a menudo, infundidas con terminología militar, así como sus procedimientos de investigación de nuevos reclutas que implican poner nuevos miembros en un período de prueba de 90 días en que están obligados a llevar a cabo ataques de bajo nivel, soportar el abuso físico y la verificación de antecedentes para asegurar que no están afiliados al Estado Islámico.
Otras facciones dentro del "Nuevo Partido Baaz" oponen una fuerte conexión con JRTN. El antiguo miembro del Partido Baaz Mohammed Younis al-Ahmed y sus seguidores están políticamente divididos con el ala de al-Duri del partido, con la facción Yunis con el objetivo de volver al proceso político y re-legitimar el partido político, mientras que al-Douri aboga por la creación de un Irak árabe sunita independiente. Varios miembros del Nuevo Partido Baaz se han opuesto a una afiliación con el JRTN, ya que el partido se reduce a un movimiento militante que eclipsa los esfuerzos políticos.

### Relación con otros grupos insurgentes
El JRTN ha pedido la unificación de los grupos insurgentes con el fin de luchar contra las fuerzas de la coalición, y ha trabajado a su vez con varios grupos anticoalición. El JRTN a menudo facilita dinero, armas, información y casas de seguridad para otros grupos, como Ansar al-Sunna, el Ejército Islámico en Irak, Brigada Revolución de 1920, y Estado Islámico. A su vez, el JRTN actúa como una cara pública para estos grupos, ya que otros grupos insurgentes dan videocintas al JRTN de ataques para ser colocados en la Internet y la televisión. Aunque inicialmente fundada como una reacción contra los grupos fundamentalistas sunitas como Al-Qaeda, que consideran grupos sufíes transgresores, se ha producido un caso de cooperación entre el JRTN y tales grupos, incluyendo Al-Qaeda en Irak.
Los miembros sufíes y salafistas de Al Qaeda lucharon juntos en 2004 durante la batalla de Faluya, bajo el liderazgo del jeque Abdullah al-Janabi, un sufí. Después de Faluya, la relación de al-Qaeda con los sufíes se hizo más hostil, antagonizando a los sufíes y sus lugares sagrados, y profanando tumbas de los santos sufíes. Como tal, la relación entre los dos grupos es ahora clara. De acuerdo con el Instituto Brookings, en mayo de 2011 los iraquíes sunitas árabes han apoyado cada vez más al JRTN, proporcionándoles dinero. Sin embargo, el JRTN es subcontratado por el EI, para canalizar el dinero a ellos debido a sus mayores capacidades operativas. El JRTN utiliza al EI para llevar a cabo atentados con coches bomba contra opositores políticos, así como contra las fuerzas de seguridad iraquíes. La responsabilidad directa del EI también permite al JRTN negar responsabilidad por muertes, muertes en la que el AQI es feliz de tomar el crédito correspondiente. Además, se ha informado de un contacto entre el JRTN y Al Qaeda, ya que, según el estadounidense General de Brigada Craig Nixon, "el poder del Al Qaeda puede estar en decadencia, después de infligir tantas bajas civiles. Pero la inspiración de orden sufí puede presentarse como más resistencia indígena."
En mayo de 2014, JRTN publicó un comunicado negando que el grupo hubiera emitido una fatwa que indicara una desaceleración de la guerra contra ISIS. El grupo declaró, respecto a las afirmaciones de los medios iraquíes: "Negamos rotundamente haber emitido cualquier fatwa que incite a la matanza o al combate entre los innumerables grupos y componentes de nuestro pueblo, y no somos responsables de tal cosa. Hemos llamado a la resistencia a la ocupación sionista-estadounidense-Majusi por todos los medios legítimos, y lo hemos declarado desde que Estados Unidos y sus aliados unieron sus ejércitos para atacar Irak".
En junio de 2014, se informó de que el JTRN se había convertido en un componente importante de la coalición liderada por los sunitas del Estado Islámico en Irak occidental. Aunque también hubo un informe de que el JRTN había idó también en la lucha contra ISIS en Hawija, Irak. A partir de información obtenida de contactos con rebeldes suníes e ISIS, parece que en septiembre de 2014 se alcanzó un acuerdo para la reconciliación entre ISIS y el Ejército Naqshbandi. En las provincias de Ambar, Saladino y Diyala, los principales grupos rebeldes (el Ejército Naqshbandi, el Ejército de los muyahidines (Irak) y Ansar al-Islam en el Kurdistán han jurado lealtad a ISIS y reciben armas, equipo y dinero de ISIS.
En octubre de 2015, se informó que el grupo participaba en conversaciones secretas con el gobierno iraquí, junto con otros grupos insurgentes, como parte de un plan para crear una nueva fuerza sunita para combatir a ISIS en Irak. Sin embargo, el grupo ha negado anteriormente las afirmaciones de que estaba dispuesto a colaborar con Occidente o el gobierno iraquí para luchar contra ISIS.

### Financiación
Los valores fundamentales del JRTN estipulan que la financiación sólo se aceptara de los partidarios musulmanes. A menudo se especula a Izat Ibrahim al Duri como el que recaudaba fondos para el grupo fuera de Irak, sobre todo teniendo en cuenta que se ha convertido esencialmente en el brazo armado de facto del Partido Baaz iraquí. Llamadas de las revistas del grupo a los musulmanes a donar al grupo, afirmando que al hacerlo financian la yihad, lo que argumenta que es equivalente a la lucha y el cumplimiento de los propios deberes religiosos yihadistas. La escala exacta de la financiación del grupo recibe es desconocido. Según se informa, gran parte de las finanzas del grupo, en particular las de exoficiales de la Guardia Republicana, provienen de Jordania y, en menor medida, de Siria y Yemen.

## Liderazgo
Aunque Izzat Ibrahim al-Douri se ha denominado a veces como el líder del grupo, su situación dentro de la organización es menos clara, con algunos diciendo que está estrechamente vinculada a la organización, aunque fuera de su liderazgo. Independientemente de si él es el líder operativo del grupo, es una personalidad clave para el grupo. Se ha sugerido que al-Douri jugó un papel importante en el fomento de que la gente de Irak sean más religiosas, por lo que la Orden Naqshbandiyya se hizo cada vez más popular entre los miembros del partido Baaz iraquí.
Otros miembros de la cúpula del grupo son:
| Nombre                                              | Afiliación                                     | Rol |
| --------------------------------------------------- | ---------------------------------------------- | --- |
| Jeque Abdullah Mustafa al-Naqshbandi                | (Desconocido)                                  | Líder |
| Izzat Ibrahim al-Duri, alias jeque de Naqshbandiyya | (Desconocido)                                  | Incierta |
| Abdullah Ibrahim Muhammad al-Juburi                 | (Unknown to Unknown)                           | Miembro veterano |
| Muhammad Ahmad Salim                                | (Desconocido)                                  | Comandante |
| Wathiq Alwan al Amiri                               | (Desconocido hasta el 12 de diciembre de 2009) | Coordinador de Medios; detenidos por las fuerzas iraquíes y estadounidenses en Tikrit el 12 de diciembre de 2009                                                 |
| Abd al Majid Hadithi                                | (Desconocido hasta el 12 de diciembre de 2009) | Ex Gerente de Medios, Distribuidor de Propaganda; detenidos por las fuerzas iraquíes y estadounidenses en Tikrit el 12 de diciembre de 2009                      |
| Muhanned Muhammed Abd al Jabbar al Rawi             | (Desconocido hasta el 12 de diciembre de 2009) | Recolector de Medios, Productor; detenidos por las fuerzas iraquíes y estadounidenses en Tikrit el 12 de diciembre de 2009                                       |
| Qaid Shehab al-Douri                                | (Desconocido hasta el 21 de noviembre de 2010) | Comandante; detenido durante una operación antiterrorista el 21 de noviembre de 2010 en la zona al este de al-Dour de Tikrit en provincia iraquí de Salah ad Din |
| Fuente: Universidad de Stanford                     |                                                | |

## Designación como organización terrorista
El Departamento de Estado de los Estados Unidos ha designado a Jaysh Rijal al-Tariqah al-Naqshbandiyya (JRTN) como Terrorista Global Especialmente Designado (SDGT) en virtud de la Orden Ejecutiva 13224, y como Organización Terrorista Extranjera (FTO). El 22 de diciembre de 2009, el Departamento del Tesoro de los Estados Unidos designó al grupo insurgente con sede en Irak Jaysh Rijal al-Tariqah al-Naqshbandiyya (JRTN) por amenazar los esfuerzos de paz y estabilización en Irak, declarando que: «JRTN ha cometido, dirigido, apoyado o planteado un riesgo significativo de cometer actos de violencia contra la Coalición y las Fuerzas de Seguridad iraquíes y ha sido designado hoy en virtud de la Orden Ejecutiva (OE) 13438, dirigida contra grupos insurgentes y milicianos y sus partidarios».